# Кліффвуд-Біч (Нью-Джерсі)
Кліффвуд-Біч (англ. Cliffwood Beach) — переписна місцевість (CDP) в США, в окрузі Монмаут штату Нью-Джерсі. Населення — 3036 осіб (2020).

## Географія
Кліффвуд-Біч розташований за координатами 40°26′36″ пн. ш. 74°13′5″ зх. д. / 40.44333° пн. ш. 74.21806° зх. д. (40.443266, -74.217960).  За даними Бюро перепису населення США в 2010 році переписна місцевість мала площу 2,49 км², з яких 2,35 км² — суходіл та 0,13 км² — водойми.

## Демографія
Згідно з переписом 2010 року, у переписній місцевості мешкали 3194 особи в 1127 домогосподарствах у складі 854 родин. Густота населення становила 1285 осіб/км².  Було 1165 помешкань (469/км²).
Расовий склад населення:
| - 75,8 % — білих - 13,7 % — чорних або афроамериканців - 3,2 % — азіатів - 0,2 % — корінних американців - 4,3 % — осіб інших рас |

До двох чи більше рас належало 2,8 %. Частка іспаномовних становила 14,4 % від усіх жителів.
За віковим діапазоном населення розподілялося таким чином: 23,2 % — особи молодші 18 років, 67,7 % — особи у віці 18—64 років, 9,1 % — особи у віці 65 років та старші. Медіана віку мешканця становила 38,4 року. На 100 осіб жіночої статі у переписній місцевості припадало 96,8 чоловіків;  на 100 жінок у віці від 18 років та старших — 94,3 чоловіків також старших 18 років.
Середній дохід на одне домашнє господарство  становив 84 928 доларів США (медіана — 73 170), а середній дохід на одну сім'ю — 98 431 долар (медіана — 81 583). Медіана доходів становила 52 604 долари для чоловіків та 54 875 доларів для жінок. За межею бідності перебувало 5,1 % осіб, у тому числі 8,0 % дітей у віці до 18 років та 3,4 % осіб у віці 65 років та старших.
Цивільне працевлаштоване населення становило 1537 осіб. Основні галузі зайнятості: освіта, охорона здоров'я та соціальна допомога — 22,6 %, роздрібна торгівля — 11,7 %, будівництво — 11,1 %, науковці, спеціалісти, менеджери — 10,7 %.